# 141 (číslo)
Sto čtyřicet jedna je přirozené číslo. Následuje po číslu sto čtyřicet a předchází číslu sto čtyřicet dva. Řadová číslovka je stočtyřicátýprvní nebo stojednačtyřicátý. Římskými číslicemi se zapisuje CXLI.

## Matematika
Sto čtyřicet jedna je
- nešťastné číslo.
- příznivé číslo.

## Chemie
- 141 je neutronové číslo pátého nejstabilnějšího izotopu uranu a nukleonové číslo jediného přírodního izotopu praseodymu.[1]

## Doprava
- Silnice II/141 je česká silnice II. třídy na trase Týn nad Vltavou – Vodňany – Bavorov – Strunkovice nad Blanicí – Prachatice – Blažejovice – Volary.[2]
- Index KOV vozu Apee141 ČD

## Roky
- 141
- 141 př. n. l.